# خط عرض 72° جنوب
خط عرض 72° جنوب هي إحدى دوائر العرض الجغرافية، وهي دوائر وهمية تحيط بالكرة الأرضية، وموازية لخط الاستواء، وتتميز هذه الدائرة بأن الأراضي الواقعة عليها تنتمي للمنطقة القطبية.

## حول العالم
خط عرض 72° جنوب يبدأ من خط الزوال الأولي ويتجه شرقا ويمر عبر:
| الإحداثيات                           | البلد أو الإقليم أو البحر | ملاحظات |
| ------------------------------------ | ------------------------- | --- |
| 72°0′S 0°0′E / 72.000°S 0.000°E      | القارة القطبية الجنوبية   | أرض الملكة مود, المطالب الإقليمية بالقارة القطبية الجنوبية by النرويج · الإقليم الأسترالي في القارة القطبية الجنوبية, المطالب الإقليمية بالقارة القطبية الجنوبية by أستراليا · أرض أديلي, المطالب الإقليمية بالقارة القطبية الجنوبية by فرنسا · الإقليم الأسترالي في القارة القطبية الجنوبية, المطالب الإقليمية بالقارة القطبية الجنوبية by أستراليا · منطقة روس, المطالب الإقليمية بالقارة القطبية الجنوبية by نيوزيلندا |
| 72°0′S 170°38′E / 72.000°S 170.633°E | المحيط الجنوبي            | |
| 72°0′S 102°15′W / 72.000°S 102.250°W | القارة القطبية الجنوبية   | جزيرة ثورستن - unclaimed territory |
| 72°0′S 95°36′W / 72.000°S 95.600°W   | المحيط الجنوبي            | بحر بلنغهاوزن |
| 72°0′S 74°21′W / 72.000°S 74.350°W   | القارة القطبية الجنوبية   | جزيرة ألكسندر و شبه الجزيرة القطبية الجنوبية - المطالب الإقليمية بالقارة القطبية الجنوبية by الأرجنتين, تشيلي و المملكة المتحدة (overlapping claims) |
| 72°0′S 60°5′W / 72.000°S 60.083°W    | المحيط الجنوبي            | بحر ودل |
| 72°0′S 14°33′W / 72.000°S 14.550°W   | القارة القطبية الجنوبية   | أرض الملكة مود, المطالب الإقليمية بالقارة القطبية الجنوبية by النرويج |